# O’Portune (плита)
Плита O’Portune — это горизонтальная деревянная панель с очень большой площадью.

## История

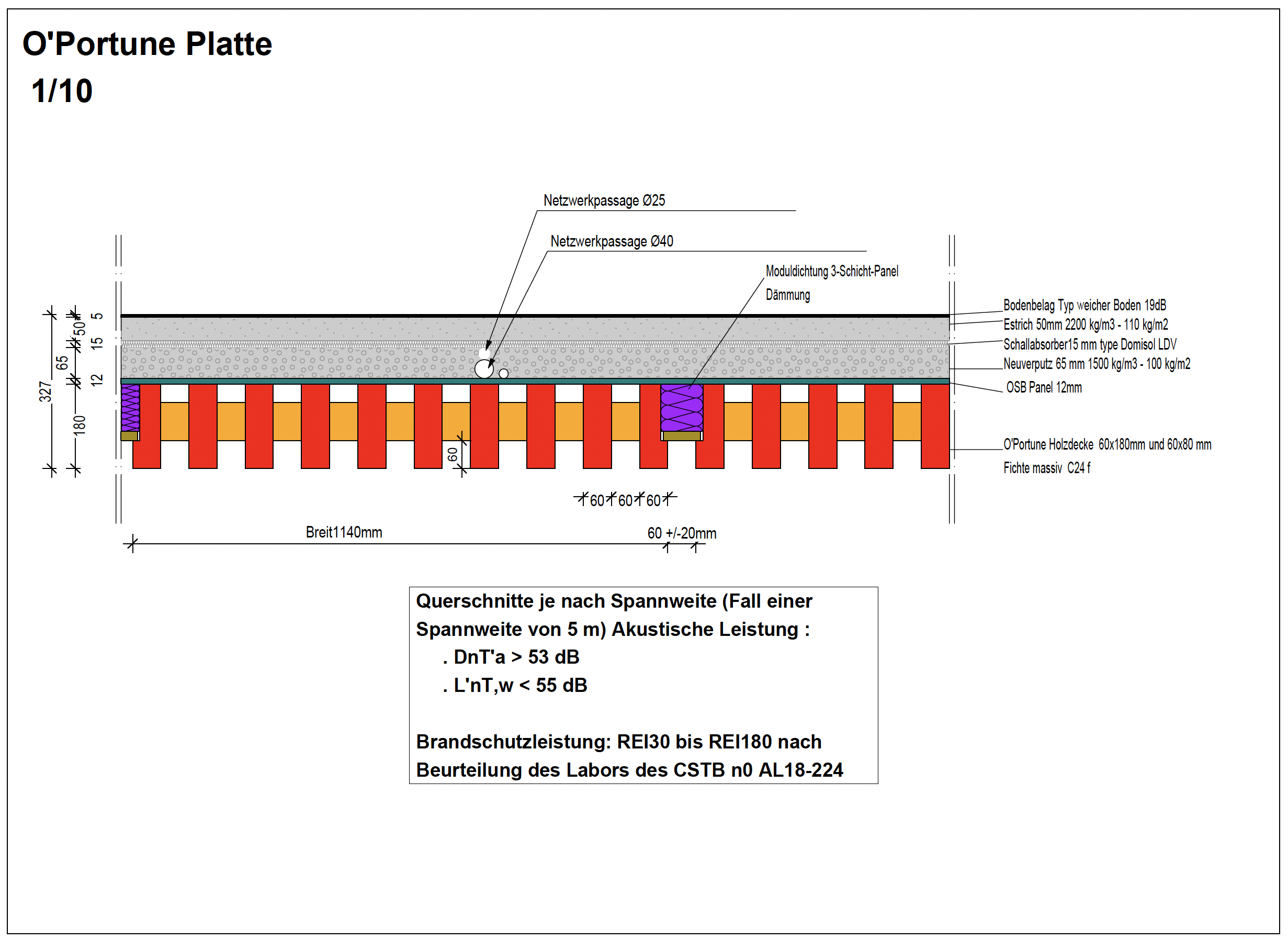
Плита O’Portune

С развитием деревянного строительства появились деревянные перекрытия, которые позволили внести вклад в создание более экологичных зданий. Плита O’Portune была разработана в 1999 году Жан-Люком Сандозом — руководителем отдела исследований и разработок древесных материалов в EPFL — в преддверии швейцарской национальной выставки 2002 года. В 2000 году более 50 000 м² деревянного настила было уложено на металлические трубы — разрезанные старые газопроводы — на Бильском и Невшательском озерах.
Плита была запатентована в 1999 году, срок действия патента истёк в 2019 году, после чего она стала широко использоваться в массивном деревянном строительстве благодаря своей экологичности и возможности вторичной переработки, а также своим акустическим характеристикам.

## Развитие

### Тропическая древесина
Метод, первоначально разработанный для ели и пихты, теперь применяется к другим видам древесины, таким как тополь и тропическая древесина, которую использует французское космическое агентство CNES для своих новых зданий в Гвианском космическом центре.

### Местная древесина
Продолжаются исследования по использованию различных пород дерева, в частности, тополя.

### Гибрид «дерево-бетон»
Плита O’Portune с бетонным верхним слоем образует комбинированную конструкцию, называемую D-Dalle, и улучшает структурные и акустические свойства в соответствии с требованиями здания. Она была разработана швейцарской компанией CBS-CBT. Конструкция позволяет перекрывать пролёты от 8 до 18 м без промежуточных опор при низкой массе (250–400 кг/м²).

## Техническое описание

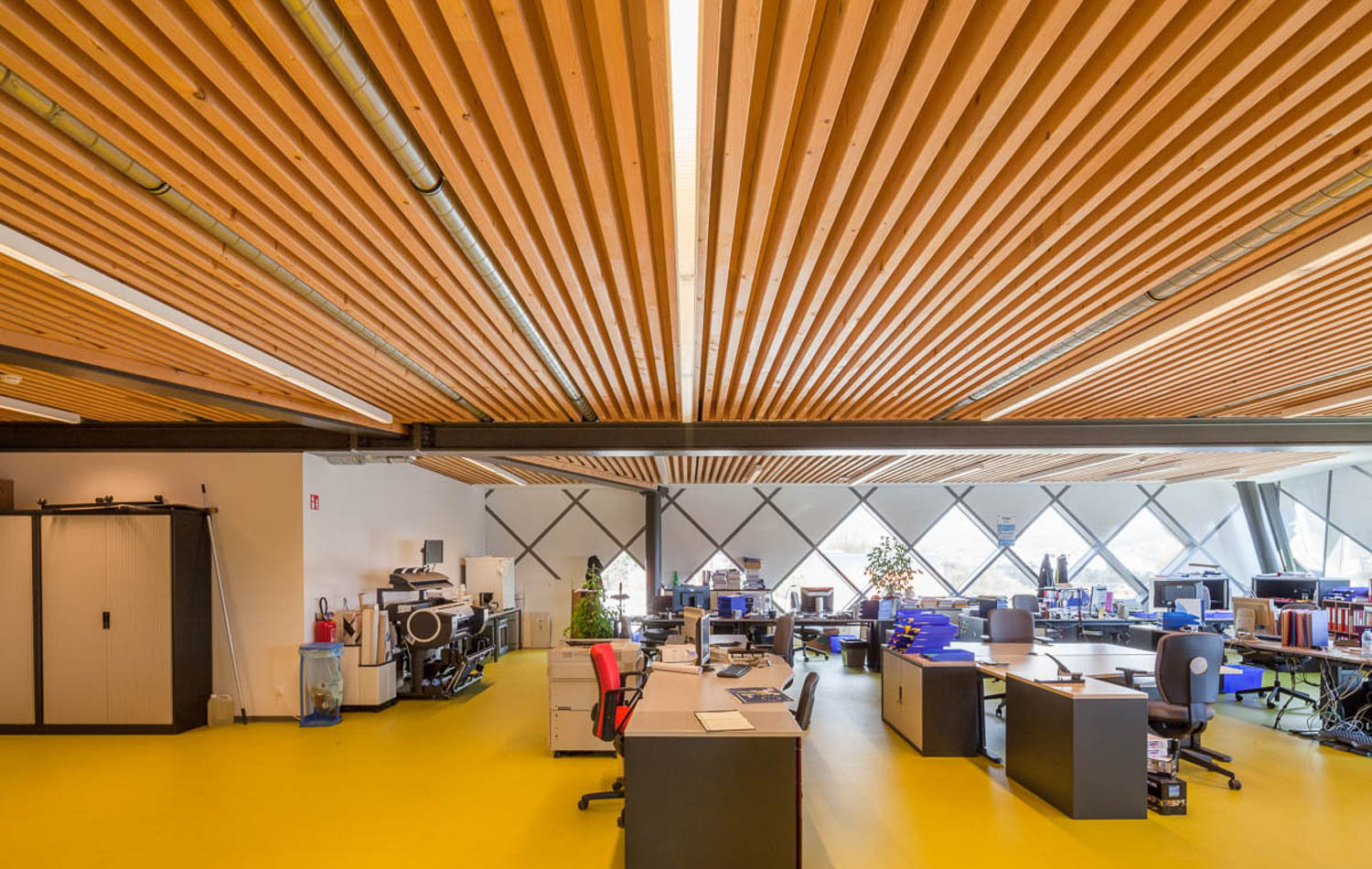
Плита O’Portune в городе Эрсталь, Бельгия

Плиты O’Portune изготавливаются на месте или в мастерской и образуют горизонтальную панельную конструкцию с высокой прочностью и/или возможностью перекрытия больших пролётов — до 12 м без опор.
Плита состоит из досок, прикрученных или прибитых в шахматном порядке, что повышает конструкционные и акустические свойства пола без увеличения его массы.
Модули перекрытий изготавливаются в мастерской из досок сечением 180 × 50 мм, уложенных внахлёст. Это увеличивает статическую высоту конструкции. При использовании досок высотой 180 мм с перекрытием 80 мм между верхними и нижними слоями расчётная высота составляет 280 мм.
Доски соединяются винтами диаметром 6 мм и длиной 180 мм. Для равномерного распределения напряжений по всей плите они дополнительно покрываются либо плитами OSB толщиной 11 мм (в обычных зонах), либо панелями Kerto толщиной 27 мм (в зонах террас и складов). Эти панели прикручиваются к верхнему краю досок с шагом 300 мм. Конструкция функционирует как единая мембрана при горизонтальных нагрузках.
Архитектурное бюро Wilmotte & Associés включило плиту O’Portune под номером 13 в свою референсную коллекцию строительных элементов.